# Ислам в Литве

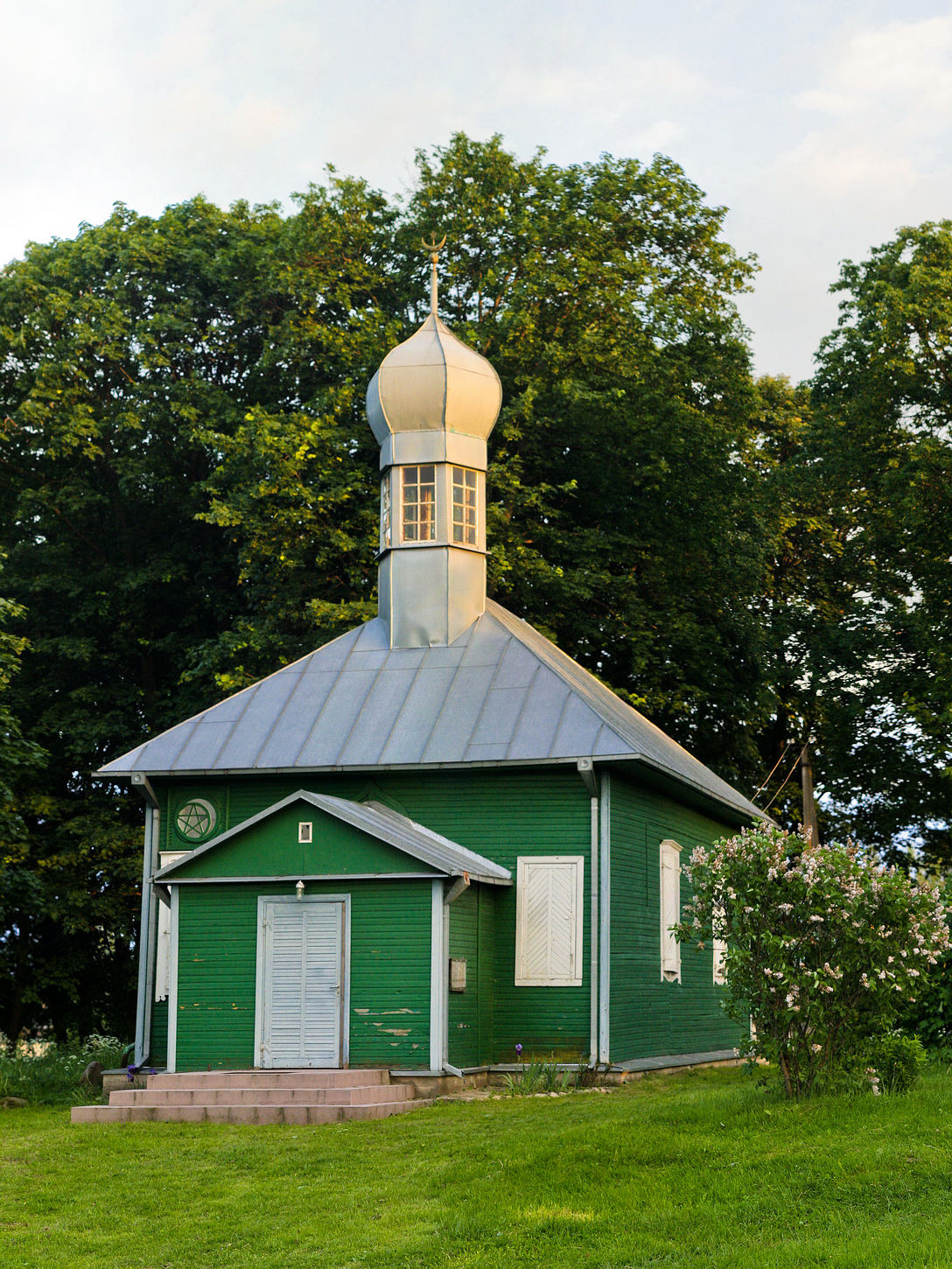
Татарская мечеть на татарском кладбище в Немежисе под Вильнюсом, Литва

Ислам — одна из малочисленных религий Литвы, по результатам переписи населения за 2001 года только 3 тысяч человек исповедует её. Тем не менее она имеет долгую историю. 

## История
Постоянное присутствие мусульман в Литве началось в XIV веке и связано оно было прежде всего с польско-литовскими татарами. В отличие от многих других стран того времени, в Литве существовала свобода вероисповедания. Литовские татары поселились в определённых местах, например, в окрестностях Райжяй (в муниципалитете Алитусского района). Однако уже в XVII веке усилилась роль католической церкви, стремившейся занять доминирующее положение. Теперь, кроме разрешения короля, на строительство мечети требовалось разрешение католического епископа. Католическое духовенство запретило смешанные браки. Ряд татар, не желавших мириться с данным положением вещей, были вынуждены мигрировать в Стамбул. Некоторые оставшиеся в Литве татары стали принимать фамилии своих польских и литовских жен, переделывали свои имена и фамилии на польский лад. Только Владислав IV, король польский и великий князь литовский, вернул права татарам, что было подтверждено решением Сейма. Однако положение не улучшилось. Весной 1659 года татары отправили в Варшаву делегацию в составе ротмистра Александра Кричинского и муллы Рамазана Милькомановича с просьбой расширить привилегии для мусульманской шляхты. Король Ян II Казимир, отметил важность заслуг татар и в целом подтвердил эти привилегии. Тем не менее, к вопросу о привилегиях пришлось обращаться неоднократно. Татарами особенно болезненно воспринимался запрет на строительство мечетей. В частности, в 1672 году он стал одной из причин бунта татар. Власти допускали наличие только деревянных мечетей. В 1677 году Сейм дал специальное разрешение на восстановление старых мечетей. 
После Северной войны в XVIII веке польско-литовское государство попало под протекторат Российской империи. С 1772 по 1795 год вся территория Польши и Литвы была поделена между Россией, Пруссией и Австрией. Литва была присоединена к России. Это позволило татарам установить связи со своими единоверцами в Поволжье и на Урале. В XIX веке польско-литовские татары состояли на государственной службе в России, обучались в российских учебных заведениях. В Санкт-Петербурге работал «Кружок польских студентов-мусульман», в Вильно было создано «Литовско-мусульманское общество помощи бедным мусульманам». В то же время поволжские татары стали переселяться в западные районы России. Весной 1913 года поволжскими татарами в Варшаве было создано мусульманское благотворительное общество, которое насчитывало 118 членов.
На тот момент Вильно был наиболее крупнейшим городом, где проживали татары. В межвоенный период Вильно стал центром культурной жизни литовских мусульман. Как и литовцы, татары в то время переживали подъём национальной культуры, а также создание организаций, ставивших своей целью их сохранение и развитие.
К 1914 году в Литве насчитывалось 25 мечетей, большая часть из которых была разрушена после начала Первой мировой войны. В это же время семьи польско-литовских татар устремились на Восток, намереваясь найти убежище среди татар России. На тот момент язык польско-литовских татар был утерян, что впрочем не помешало солидаризироваться с мусульманами Урало-Поволжья. В сентябре 1915 года в Казани был организован Мусульманский комитет помощи беженцам. Его филиалы существовали в Уфе и Оренбурге. Благодаря собранным по подписке средствам комитет ежедневно выдавал взрослым беженцам по 20 копеек, а детям — по 10 копеек.
После того, как Литва приобрела независимость в 1918 году, татарами Литвы был образован собственный муфтият. Первым муфтием был избран Якуб Шинкевич, который вплоть до начала Второй Мировой Войны ввёл активную политическую и общественную деятельность в этой стране. После немецкой оккупации он продолжал работу муфтия, сотрудничая с оккупационными властями.
С установлением советской власти в Литве мечети, как и другие храмы в Литовской ССР и СССР в целом, были закрыты вместе с кладбищами. Часть из них была использована для нужд, не связанных с религией (например, под складские помещения). Несмотря на это, польско-литовские татары сохранили свою веру. С приобретением независимости Литвы мечети и храмы были снова открыты. Существовала идея восстановить уничтоженную в Вильнюсе мечеть, но из-за нехватки средств, а также определённого действия Вильнюсского городского самоуправления, дело забрасывалось.
На территории страны насчитывается пять мечетей, одна из которых в 1999 году была признана объектом культурного наследия. Несмотря на то, что за долгое время пребывания в Литве татары потеряли свой родной язык, тем не менее, они сохранили религию и обычаи.
По словам председателя светской общины татар Литвы Адаса Якубаускаса, ислам в Литве появился одновременно с христианством — в XIV веке. В 1989 году в Литве было около 5 тыс. мусульман, к началу XXI века около 4 тыс., из которых — 25 новообращённых. Согласно опросу «Отношение общества к новым религиозным группам», проведённому компанией «Baltijos tyrimai» по заказу Министерства юстиции Литвы 9,2 % литовцев положительно оценивают ислам, а 34,2 % — отрицательно, 30,8 % — нейтрально. По результатам опроса ислам стал наиболее негативно воспринимаемой в Литве мировой религией. Адас Якубаускас объяснил такие результаты опроса недостатком знаний и влиянием стереотипов.
На данный момент литовские татары остаются наибольшей общиной Литвы, исповедующей ислам. В стране отсутствует возможность приобрести халяльное мясо, поэтому мусульмане сами забивают скот.

## Галерея

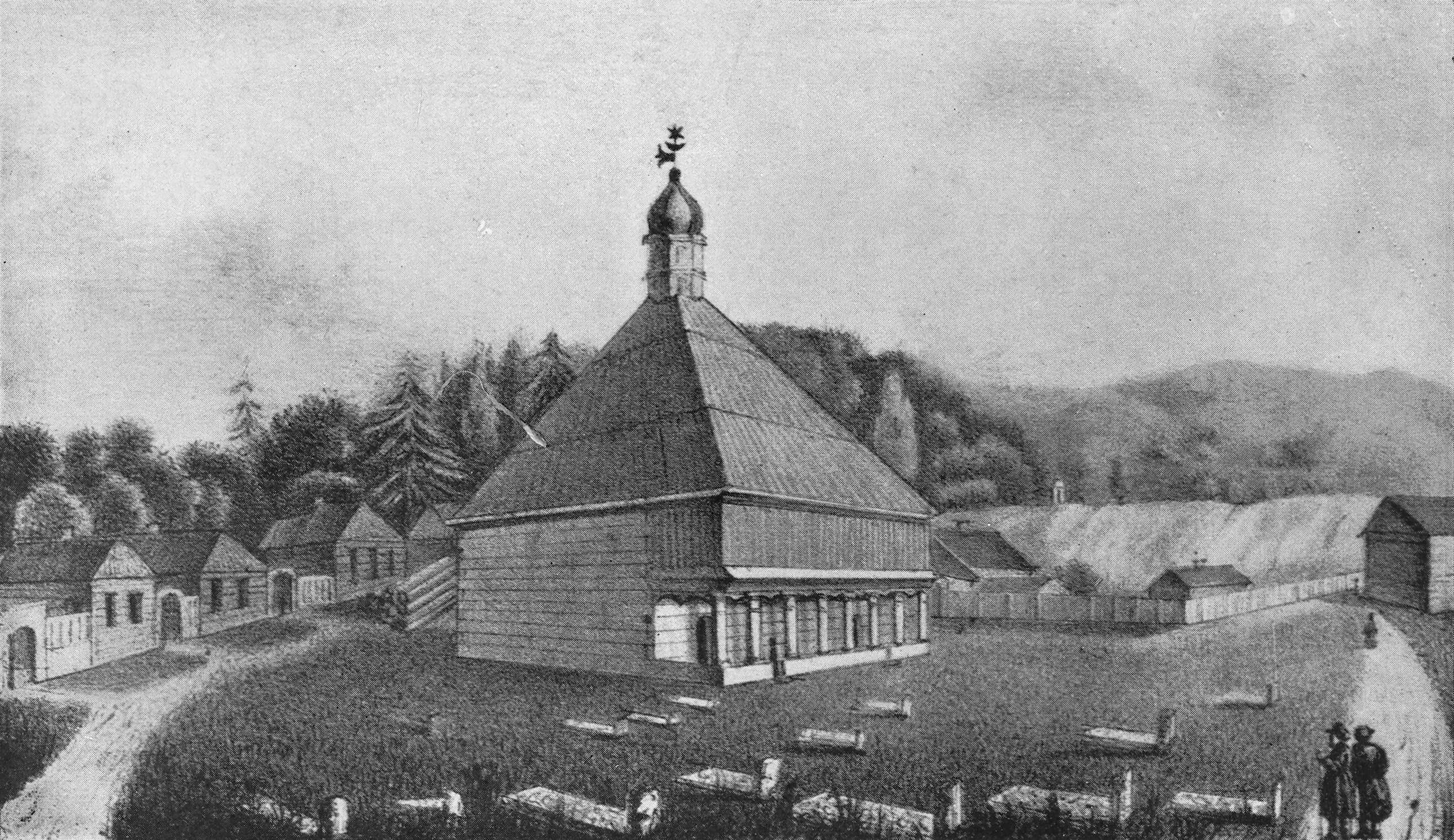
Одна из первых мечетей в Литве
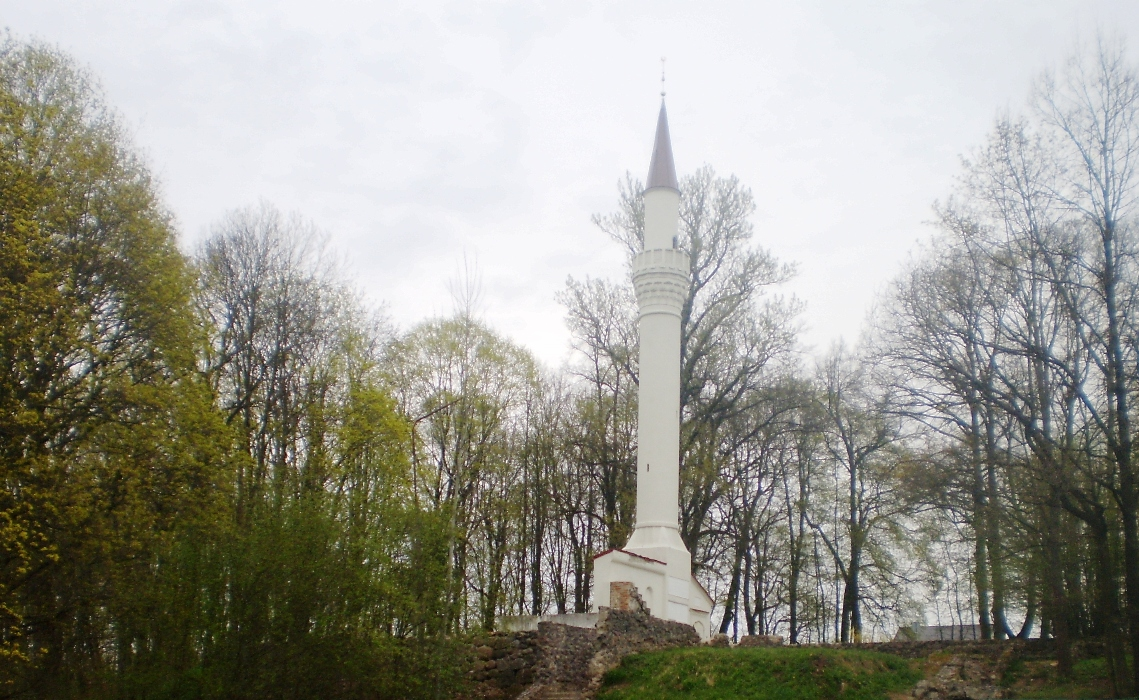
Минарет в Кедайняй